# Iwan Chodulow
Iwan Kirilow Chodulow (bulgarisch Иван Кирилов Ходулов; * 4. September 1994 in Veurne, Belgien) ist ein bulgarischer Eishockeyspieler, der seit 2020 erneut beim HK ZSKA Sofia in der bulgarischen Eishockeyliga unter Vertrag steht. Sein Vater Kiril Chodulow war ebenfalls bulgarischer Eishockeynationalspieler.

## Karriere
Iwan Chodulow, der in Belgien geboren wurde, wo sein Vater zu jener Zeit tätig war, begann seine Karriere als Eishockeyspieler beim HK ZSKA Sofia, mit dessen U16-Mannschaft er 2010 den bulgarischen Meistertitel errang. Nach diesem Erfolg wechselte er zum ŠHK 37 Piešťany, für den er zunächst mit der U18- und dann mit der U20-Mannschaft in der zweithöchsten slowakischen Spielklasse der jeweiligen Altersstufe antrat. 2012/13 spielte er daneben auch wieder für den HK ZSKA Sofia in der bulgarischen Liga und gewann mit dem Armeeklub 2013 dessen ersten Landesmeistertitel seit 27 Jahren. 2013 verließ er den ŠHK 37 Piešťany und spielte vier Partien für den russischen Verein Dynamo Sankt Petersburg in der multinationalen Nachwuchsliga Molodjoschnaja Chokkeinaja Liga. Die Spielzeit 2014/15 verbrachte er dann beim VMFD Žalgiris Vilnius in der Molodjoschnaja Chokkeinaja Liga B. Es folgten zwei Jahre in Nordamerika, wo er für die Kingsville Kings in der Greater Montreal Hockey League und für die St. Clair Shores Fighting Saints in der Federal Hockey League auf dem Eis stand. 2017/18 war er wieder beim HK ZSKA Sofia, für den er in der bulgarischen Eishockeyliga spielte. Nachdem er die Spielzeiten 2018 bis 2020 in Schweden verbracht hatte, kehrte er ein weiteres Mal zum HK ZSKA Sofia zurück und wurde 2022 Topscorer der bulgarischen Liga und im selben Jahr sowie 2024 auch deren Torschützenkönig.

### International
Im Juniorenbereich spielte Chodulow für Bulgarien in der Division III der U-18-Weltmeisterschaften 2010, 2011, als er als bester Spieler seiner Mannschaft ausgezeichnet wurde, und 2012 sowie der U-20-Weltmeisterschaften 2010, 2011 und 2013, als er bester Scorer und Torschütze des Turniers war und auch als bester Spieler seines Teams ausgezeichnet wurde.
Mit der bulgarischen Herren-Nationalmannschaft nahm Chodulow an den Weltmeisterschaften der Division II 2013, 2015, als er Torschützenkönig und Topscorer des Turniers war, und 2024, als er als bester Spieler seiner Mannschaft ausgezeichnet wurde, sowie der Division III 2014, als er als bester Torschütze und Topscorer des Turniers auch zum besten Spieler der bulgarischen Mannschaft gewählt wurde, 2017, 2018 und 2019, als er als Torschützenkönig gemeinsam mit seinem Landsmann Miroslaw Wassilew, drittbester Scorer nach Wassilew und dem Taiwanesen Weng To und mit der besten Plus/Minus-Bilanz maßgeblich zur Rückkehr der Bulgaren in die Division II beitrug, teil. Zudem vertrat er seine Farben bei der Olympiaqualifikation für die Winterspiele in Mailand 2026.

## Erfolge und Auszeichnungen
- 2010 Bulgarischer U16-Meister mit dem HK ZSKA Sofia
- 2013 Bulgarischer Meister mit dem HK ZSKA Sofia
- 2022 Topscorer und Torschützenkönig der Bulgarischen Eishockeyliga
- 2024 Torschützenkönig der Bulgarischen Eishockeyliga

### International
| - 2013 Topscorer und bester Torschütze der U20-Weltmeisterschaft der Division III - 2014 Aufstieg in die Division II, Gruppe B, bei der Weltmeisterschaft der Division III - 2014 Topscorer und bester Torschütze der Weltmeisterschaft der Division III | - 2015 Topscorer und bester Torschütze der Weltmeisterschaft der Division II, Gruppe B - 2019 Aufstieg in die Division II, Gruppe B bei der Weltmeisterschaft der Division III - 2019 Bester Torschütze und beste Plus/Minus-Bilanz der Weltmeisterschaft der Division III |